# Marià Puigllat i Amigó
Dr. Marià Puigllat i Amigó (Tona, Osona, 26 d'agost de 1804 - Roma, 3 de febrer de 1870). Eclesiàstic català, rector del Seminari de Vic i bisbe de Lleida.

## Biografia
Neix a Tona l'any 1804, però quan només tenia 4 anys la família es trasllada a Moià, tot i mantenir vinculacions i casa a Tona fins a la dècada dels 60 del segle xix.
Va cursar estudis primaris de llatí i humanitats als escolapis de Moià, d'on va passar al Seminari de Vic el curs 1821-1822. Va acabar les carreres de Filosofia i Teologia l'any 1830 i es doctorà el 1831. Des d'aquesta data fins al 1850 va fer de professor al Seminari, i en aquesta darrera data passa a ser-ne el rector- Aleshores el seminari assolia el miler d'estudiants.
Un dels mèrits més destacats del Dr. Puigllat fou convertir el seminari de Vic en un prestigiós col·legi de segon ensenyament. Hi va dedicar 40 anys de la seva vida, primer com a sacerdot i més tard com a canonge de la catedral. Aquests grans canvis es veuen amb el pes posterior d'aquesta institució en la renaixença catalana, amb personatges com ara Jacint Verdaguer, Jaume Collell, Martí Genís i Aguilar, Joaquim Salarich i Verdaguer o Narcís Verdaguer i Callís.
El 25 d'octubre de 1861 fou nomenat bisbe de Lleida, i hi fou consagrat 12 d'octubre de 1862. A finals de novembre de 1869 va marxar a Roma per assistir al Concili Vaticà I, convocat pel papa Pius IX. El bisbe moria a Roma el 3 de febrer de 1870.